# Trzebieszów Pierwszy
Trzebieszów Pierwszy – wieś w Polsce położona w województwie lubelskim, w powiecie łukowskim, w gminie Trzebieszów.
W latach 1975–1998 miejscowość administracyjnie należała do województwa siedleckiego.
Wieś stanowi sołectwo w gminie Trzebieszów. Według Narodowego Spisu Powszechnego z roku 2011 wieś liczyła 248 mieszkańców.